# ویلهلم دی. استایر
ژنرال ویلهلم دی. استایر (انگلیسی: Wilhelm D. Styer؛ زاده ۲۲ ژوئیه ۱۸۹۳ - درگذشته ۲۶ فوریه ۱۹۷۵) یک فرد نظامی و مهندس اهل ایالات متحده آمریکا بود.